# Mamucia mama
Mamucia mama / Jak mały mamut szukał mamy (ros. Мама для мамонтёнка, Mama dla mamontionka) – radziecki krótkometrażowy film animowany z 1981 roku w reżyserii Olega Czurkina na podstawie scenariusza Diny Niepomniaszczej. Film rysunkowy wytwórni Ekran. 

## Fabuła
Bajka o małym mamucie, który szukał swojej mamy.

## Obsada (głosy)
- Kłara Rumianowa jako Mamutek
- Zinowij Gierdt jako Mors
- Rina Zielona jako Małpka
- Zinaida Naryszkina

## Wersja polska
Jak mały mamut szukał mamy
- Wersja polska: Studio Opracowań Filmów w Warszawie
- Reżyseria: Izabela Falewicz
- Dialogi: Krystyna Albrecht
- Dźwięk: Zdzisław Siwecki
- Montaż: Halina Ryszowiecka
- Kierownictwo produkcji: Jan Szatkowski

Źródło: